# Kontro

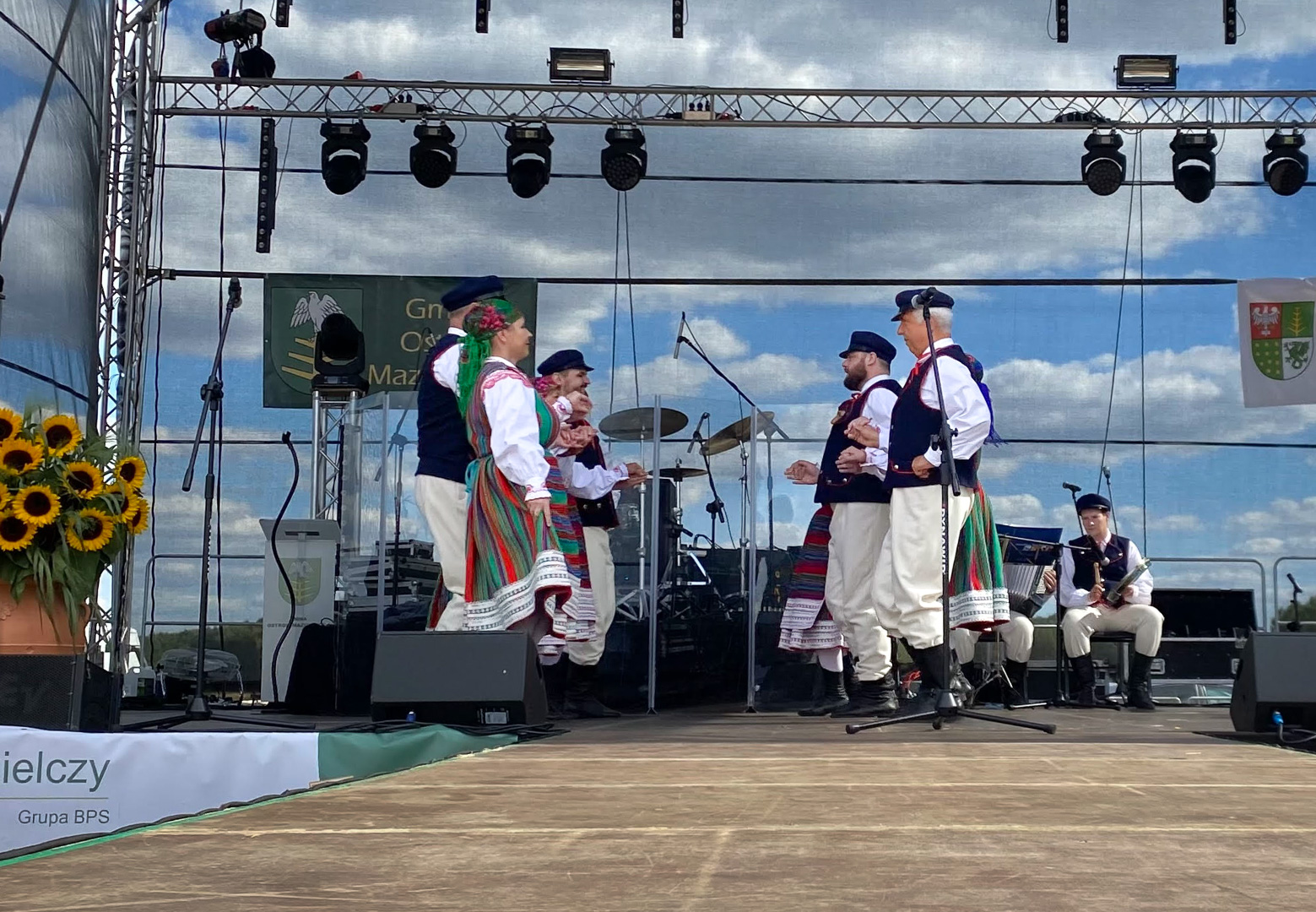
Kontro w wykonaniu Zespołu Pieśni i Tańca „BezWianka” z Ostrowi Mazowieckiej

Kontro – polski taniec ludowy znany na Mazowszu, Kurpiach i Podlasiu.

## Historia
Utworzony na wzór tańca dworskiego kontredansa przez drobnomieszczańską szlachtę. Na terenie Puszczy Białej zaistniał około 1915 roku, a trafił tu z powiatu ciechanowskiego i makowskiego.
Jest tańcem figurowym tańczonym w parach w przeciwległych szeregach. Składa się z wielu części zaczerpniętych m.in. z mazurka, polkę czy walczyka. Tańczono go w parach (4, 8 lub 12 – zawsze wielokrotność liczby 4), w obrotach, w tempie umiarkowanym lub szybkim, w metrum 2/4. Różnorodność figur oraz możliwość zmian partnerek i partnerów pozwala na trwanie tańca godzinami. Tańczy się drobnymi krokami w formie dochodzenia i oddalania się par do siebie. Inną figurą jest przechodzenie par na krzyż i zamiana partnerów. Każdy z tańczących musiał przetańczył z innymi, co jakiś czas zmieniała się para przewodząca tańcowi. Konieczna jest dobra orientacja w przestrzeni i zgranie się tańczących w ruchu.
Taniec był rzadko tańczony na weselach, ale często na zabawach karnawałowych lub na koniec żniw. Czasem tańcem zarządzał wodzirej, który rozpoczynał taniec i zapowiadał kolejne figury.